# Fragaria moschata
La fresa almizcle (Fragaria moschata) es una especie de fresa originaria de Europa. Su nombre francés es fresa hautbois, en inglés se la conoce como fresa hautboy. Es una planta resistente en variadas condiciones climáticas, se cultiva comercialmente a pequeña escala, particularmente en Italia. Los frutos son pequeños y redondos; se utilizan en la comunidad gourmet por su intenso aroma y sabor excelente, han sido comparados con una mezcla de fresa, frambuesa y piña. Las variedades populares cultivadas incluyen Capron y Profumata di Tortona.

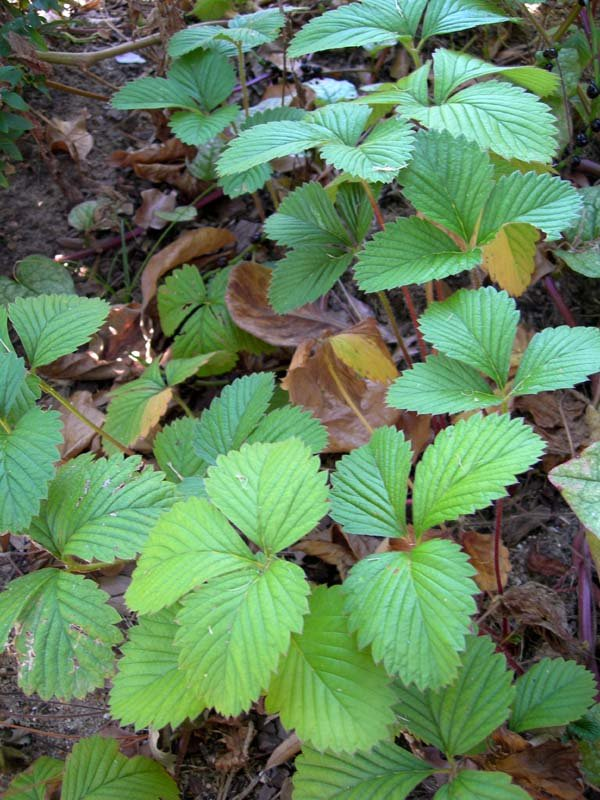
Hojas

## Distribución
Las fresas almizcle crecen de forma silvestre en los bosques de Europa Central, al norte de Escandinavia y el este de Rusia. Se las encuentra a lo largo de los bordes de los bosques, requiere sitios húmedos y protegidos, ya que no tolera los cambios de temperatura.

## Cultivo
Ha sido durante mucho tiempo cultivada en algunas partes de Europa. Esta especie fue descripta por Le Chapiron en 1576, por 1591, el cultivar fue llamado Chapiton, luego Capiton. A principios del siglo XVII una ilustración apareció en el Hortus Eystettensis como fraga FRUCTU magno. Fue mencionado por Quintinye, jardinero de Luis XIV, como Capron en 1672, a principios del siglo XIX fueron las fresas de jardín más comunes en Alemania.
El cultivo de las fresas almizcle no es muy diferente del de la fresa de jardín Fragaria × ananassa o la fresa alpina Fragaria vesca; las plantas crecen en suelos ricos en nutrientes, sin embargo, ni las plantas femeninas ni las hermafroditas son auto-fértiles; por lo que requieren la transferencia de polen de un cultivar de la misma especie, generalmente a través de insectos polinizadores.
Cultivares:
- Capron real, hermafrodita
- Askungen (Truedsson) hermafrodita
- Marie Charlotte (Hans) hermafrodita
- Bauwens, hembra
- Capron, hembra
- Profumata di Tortona, hembra
- Siegerland, femenino
- 'Cotta, macho